# Ferenc Szabó
Ferenc Szabó (18. září 1948 Pécs – 26. března 2025 Eger) byl maďarský zápasník – judista.

## Sportovní kariéra
Judu se věnoval v budapešťském klubu Spartacus. Členem maďarské reprezentace vedené Ferencem Gallou byl od konce šedesátých let. V roce 1972 se účastnil olympijských her v Mnichově. Ve druhém kole nečekaně vyřadil sovětského reprezentata Sergeje Suslina, ve čtvrtfinále však nestačil na taktické šachy Francouze Jean-Jacques Mouniera. Obsadil 7. místo. V dalších letech soupeřil o post reprezentační jedničky s Józsefem Tuncsikem, se kterým v roce 1976 prohrál nominaci na olympijské hry v Montrealu. V roce 1978 se v maďarské seniorské reprezentaci objevil naposledy. Po skončení vrcholové kariéry se věnoval trenérské práci. Maďarsko reprezentoval na veteránských turnajích. Jeho dvě dcery (Franciska a Katinka) a syn (Friděš) se věnují judu vrcholově.

## Výsledky
| Olympijské hry     |    | 7. |     |   |     | — |    |  |  |
| Mistrovství světa  | 7. |    | úč. |   | úč. |   |    |  |  |
| Mistrovství Evropy | 3. | ?  | ?   | ? | ?   | ? | 2. |  |  |